# Richard Sipe
Aquinas Walter Richard Sipe (* 11. Dezember 1932 in Robbinsdale, Minnesota; † 8. August 2018 in La Jolla, Kalifornien) war ein US-amerikanischer römisch-katholischer Pastoralpsychologe und Autor.

## Leben
Nach seiner Schulzeit studierte Sipe von 1950 bis 1955 an der Saint John’s University in Collegeville, Minnesota. 1953 legte er in der St. John’s Abbey seine Profess als Benediktiner ab. Von 1955 bis 1957 besuchte er das Collegio Sant’Anselmo in Rom, Italien, anschließend bis 1959 das Saint John's Seminary in Collegeville, Minnesota; hier wurde er 1959 zum Priester ordiniert. 18 Jahre lang war Sipe danach Mönch und Priester. 1970 ließ er sich von seinen Gelübden entpflichten. Er heiratete und bekam einen Sohn. Sipe lebte mit seiner Ehefrau in La Jolla, Kalifornien.
Sowohl in seiner Zeit als Priester als auch danach war er als Pastoralpsychologe tätig und der Verfasser mehrerer Bücher. Sipe starb im August 2018 im Alter von 85 Jahren in La Jolla.

## Wirken
Sipe hat in den Vereinigten Staaten über 25 Jahre lang Daten über römisch-katholische Priester erhoben und verglichen. 1990 veröffentlichte er erstmals Ergebnisse, die aus über 1500 persönlichen Aussagen gewonnen wurden, 500 von Priestern in einer Psychotherapie, 500 von Priestern in Workshops, Diskussionen und Interviews und 500 Laien, die als Partner oder Opfer sexuelle Erfahrungen mit Priestern hatten. Nach Sipes Schätzung hätten 20 Prozent der Priester eine sexuelle Beziehung zu einer Frau, 20 Prozent der Priester hätten eine homosexuelle Orientierung und die Hälfte von ihnen sei sexuell aktiv. Nach Sipe ist die Tendenz steigend und er ging später von „mindestens 22 Prozent“ aus. Sipe sagte auch, dass viele gut unterrichtete Priester Zahlen nennen würden, die „näher bei 50 Prozent“ homosexuell Orientierten lägen.
Sipe plädierte jedoch weder für einen freiwilligen Zölibat noch vertrat er die Ansicht, dass Heirat von Geistlichen all ihre sexuellen Probleme lösen würde. In mehreren Büchern gab er geistliche und psychologische Ratschläge, wie Priester den Zölibat besser einhalten könnten, und hielt darüber auch Vorträge in Priesterseminaren.

## Werke
(Auswahl)
- The Serpent and the Dove: Celibacy in Literature And Life[9]
- Sex, Priests & Secret Codes: The Catholic Church's 2000 year paper trail of sexual abuse (gemeinschaftlich mit Thomas P. Doyle, Patrick J. Wall)[10], Bonus Books, 2006, ISBN 1-56625-265-2.
- Living the Celibate Life: A Search for Models and Ministry[11]
- Celibacy in Crisis: A Secret World Revisited
- Sex, Priests and Power
- Celibacy : A Way of Loving, Living, and Serving
- A Secret World: Sexuality and the Search for Celibacy
  - deutsch: Sexualität und Zölibat, übersetzt von Ingrid Pross-Gill. Schöningh, Paderborn 1992, ISBN 3-506-78559-1.
- Sin Against the Innocents